# Natalie Batalha

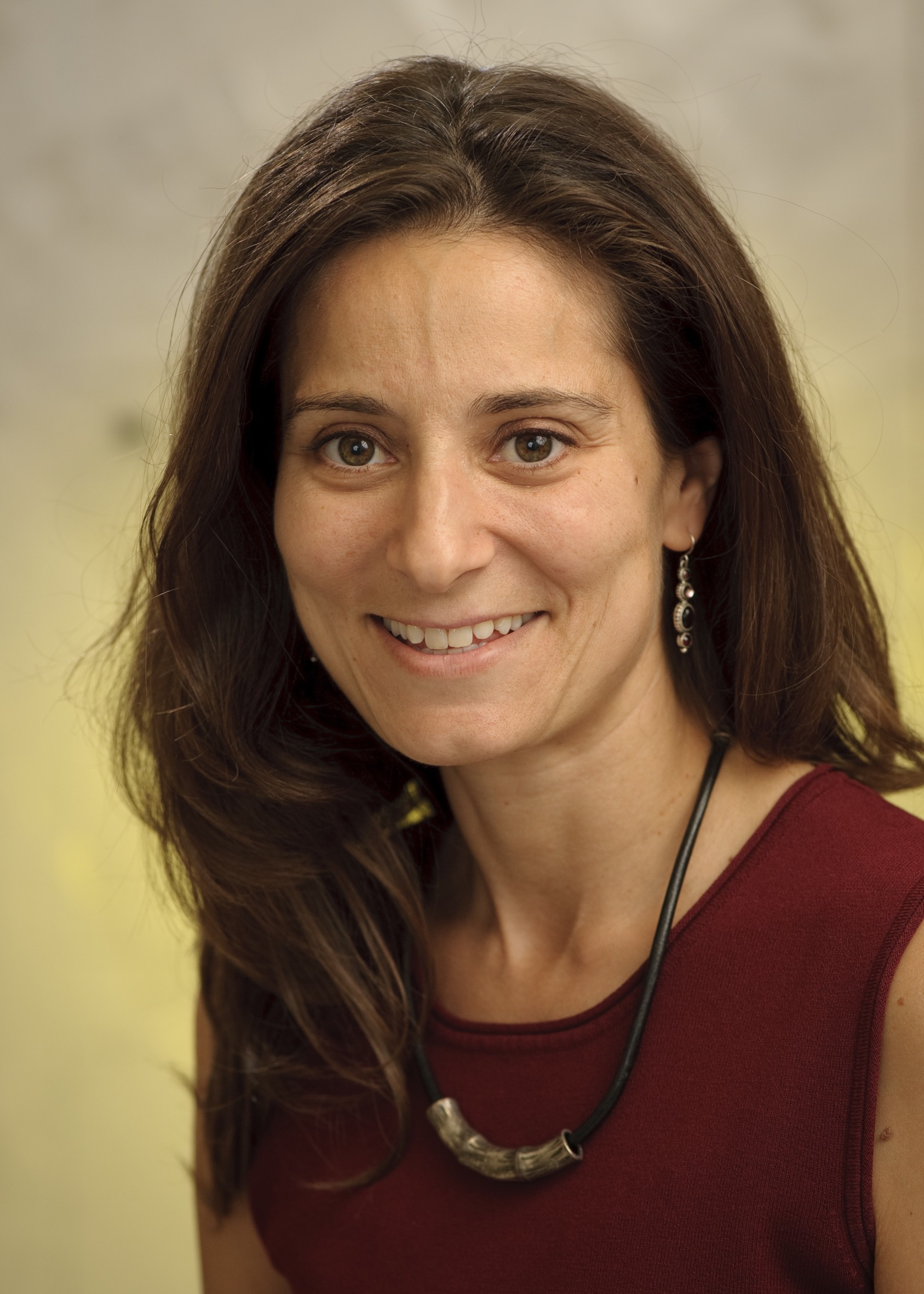
Natalie Batalha

Natalie Batalha é de uma astrônoma pesquisadora no Space Sciences Division do NASA Ames Research Center. Ela detém a posição de Co-Investigadora e Cientista da Missão Kepler na Missão Kepler, a primeira missão capazes de encontrar planetas do tamanho da Terra ao redor de outras estrelas.

## Biografia
A Batalha começou sua carreira como um espectroscopista estelar, estudando estrelas semelhantes ao sol. Ela é bacharel em física pela Universidade da Califórnia, Berkeley, um doutorado em astrofísica da UC de Santa Cruz, e completou uma bolsa de pós-doutorado no Rio de Janeiro, Brasil.

## Carreira
Em 1997, William Borucki adicionou Batalha a seu time de ciência e ela começou a trabalhar em fotometria de trânsito. Ela tem se envolvido com a Missão Kepler, desde a sua concepção e financiamento, e como um dos Co-Investigadores originais, foi responsável pela seleção de mais de 150.000 estrelas monitoradas pelo telescópio. Ela agora trabalha em estreita colaboração com membros da equipe do Centro de Pesquisa Ames para identificar viável planetas a partir dos dados da missão Kepler. Ela liderou a análise que rendeu a descoberta, em 2011, do Kepler 10b, o primeiro planeta rochosas confirmado fora do nosso sistema solar.
Em 2017, Batalha e outros dois cientistas de exoplanetas foram nomeados para o Time Magazine as 100 Pessoas Mais Influentes do Mundo.